# Furia (album)
Furia (volledige naam La musique de Furia – Un film de Alexandre Aja) is een soundtrackalbum van de Britse gitarist Brian May (bekend als de gitarist van Queen). Het album werd in 2000 uitgebracht, een jaar na de film.

## Tracklist
1. "Furia Theme (Opening Titles)" - 4:40
2. "First Glance" - 1:35
3. "Landscape" - 1:14
4. "Tango: 'Cuesta Abajo'" - 2:59 (geschreven door Carlos Gardel)
5. "The Meeting" - 1:35
6. "First Kiss" - 2:03
7. "Storm" - 2:19
8. "Phone" - 1:07
9. "Pursuit" 3:45
10. "Diner" - 1:18
11. "Apparition" - 1:36
12. "Arrest" - 1:28
13. "Father and Son" - 1:34
14. "Aaron" - 0:49
15. "Fire" - 0:55
16. "Gun" - 1:55
17. "Reggae: 'Bird in Hand'" - 3:30 (geschreven door Lee Perry, gespeeld door The Upsetters)
18. "Killing" - 1:13
19. "Escape" - 1:50
20. "Go On" - 2:19
21. '"Dream of Thee" - 4:36
22. "Alternative Gun"* - 1:33

*Bonus track

## Muzikanten
- Brian May – Zang, gitaar en keyboards
- Phillipa Davies – Fluit
- Rolf Wilson – Eerste viool
- Dave Lee – Hoorn